# Christy Martin
Christy Renea Martin (Mullens, Virginia Occidental, 12 de junio de 1968) es una ex boxeadora profesional estadounidense. Compitió de 1989 a 2012, y ocupó el título de peso superwélter femenino del CMB en 2009.

## Primeros años
Martin nació en Mullens, Virgina Occidental con el nombre de Christy Salters y asistió a Mullens High School.
Jugó varios deportes cuando era niña, incluido el béisbol de las ligas menores y el baloncesto estatal. Asistió a Concord College en Athens, Virginia Occidental con una beca de baloncesto y obtuvo un B.S. En educación.

## Carrera profesional
Se dice que Martin es "la boxeadora más exitosa y prominente de los Estados Unidos" y la persona que "legitimó" la participación de las mujeres en el deporte del boxeo. Comenzó su carrera luchando en concursos de "Toughwoman" y ganó tres títulos consecutivos. Luego comenzó a entrenar con el instructor de boxeo, Jim Martin, quien se convirtió en su esposo en 1991.
Martin comenzó su carrera en el boxeo profesional a la edad de 21 años con un empate de seis asaltos con Angela Buchanan en 1989. Tuvo su primer entrenamiento bajo la dirección de Charlie Sensabaugh de Daniels, Virginia Occidental. Martin ganó una revancha con Buchanan un mes después con un nocaut en el segundo asalto. Andrea DeShong luego venció a Martin en una decisión sobre cinco asaltos. Martin luego tuvo diecinueve victorias consecutivas, incluidas dos contra Jamie Whitcomb y Suzanne Riccio-Major, así como una victoria contra Buchanan. El 15 de octubre de 1993, Martin derrotó a Beverly Szymansky. Martin ganó al noquear a Szymansky en tres rondas. En su primera defensa del título, luchó y empató contra la debutante Laura Serrano en Las Vegas.
Martin defendió su título seis veces más, incluida una revancha con Szymansky, una cuarta pelea con Buchanan  y defensas contra Melinda Robinson y Sue Chase, ganando en todos esos casos, antes de la pelea que tuvo lugar y se le amerita poner al boxeo femenino en el radar de los fanáticos del deporte: El 16 de marzo de 1996, ella y Deirdre Gogarty se enfrentaron en lo que muchos consideran una gran pelea, frente a las cámaras de Showtime. Martin tomó la decisión, y después de esa pelea, comenzó a ganar más notoriedad, incluso apareciendo en la portada de Sports Illustrated poco después.
Martin hizo una aparición especial como invitado en el programa de televisión Roseanne en la temporada 9, episodio 6, "Pampered to a Pulp".
Martin ganó sus siguientes ocho peleas, incluidas victorias contra Robinson, DeShong, Marcela Acuña e Isra Girgrah. Martin perdió su título en una derrota por decisión en 10 asaltos ante Sumya Anani en 1998. Martin luego ganó sus siguientes nueve peleas, incluidas victorias contra Belinda Laracuente, Sabrina Hall y Kathy Collins. Martin ganó sus siguientes dos peleas por decisiones de diez asaltos contra Lisa Holeywine y Mia St. John.
En 2003, Martin luchó contra Laila Ali y perdió por nocaut en el cuarto asalto.
La siguiente pelea de Martin en 2005 fue un nocaut en el segundo asalto contra Lana Alexander en Lula, Misisipi.
En 2005, una pelea con Lucia Rijker, titulada "Million Dollar Lady", fue cancelada porque Rijker se rompió el tendón de Aquiles durante el entrenamiento.
El 16 de septiembre de 2005, en Albuquerque, Nuevo México, Martin perdió por decisión unánime en 10 asaltos ante Holly Holm. Martin fue derrotada por la zurda de 23 años, con los tres jueces votando por Holm.
Martin tiene un récord de 49 victorias, 7 derrotas y 3 empates con 31 victorias por nocaut. Ella es un visitante frecuente de la Salón Internacional de la Fama del Boxeo , las ceremonias anuales de inducción y una ávida firmante de autógrafos. Ha peleado en cartelera con boxeadores como Mike Tyson, Evander Holyfield, Félix Trinidad y Julio César Chávez.
Martin fue promovida por Don King. La apodaron La hija del minero de carbón (The Coal Miner's Daughter) en referencia a la ocupación de su padre.
Martin anunció el 19 de enero de 2011 que volvería a pelear con la esperanza de lograr su victoria número 50 en medio de la pelea de Ricardo Mayorga vs Miguel Cotto en el MGM Grand Hotel de Las Vegas, Nevada, el 12 de marzo de 2011, contra Dakota Stone en una revancha de su Lucha de 2009. La pelea se pospuso debido a una lesión en las costillas de Christy Martin. La revancha reprogramada tuvo lugar el 4 de junio de 2011 en el Staples Center de Los Ángeles durante la pelea Julio César Chávez Jr. vs Sebastian Zbik. Dakota Stone ganó por nocaut técnico porque Martin se rompió la mano derecha en 9 lugares intentando dar un puñetazo en el cuarto asalto y no pudo continuar.
En 2016, se convirtió en la primera boxeadora en ingresar al Salón de la Fama del Boxeo de Nevada. Ese mismo año, Sports Illustrated informó que tenía 2 trabajos, como maestra sustituta y ayudando a los veteranos militares a encontrar trabajo, y que estaba lidiando con las secuelas de su carrera, incluida la falta de resistencia y la visión doble.
En 2020 fue incluida en el Salón Internacional de la Fama del Boxeo.

## Intento de asesinato
El 23 de noviembre de 2010, Christy Martin fue apuñalada varias veces y le dispararon en el torso al menos una vez por su esposo, James V. Martin, de 66 años, quien la dio por muerta. Según los informes, el ataque ocurrió después de una discusión en su casa de Apopka. Ella sobrevivió al ataque. El 30 de noviembre, James Martin fue arrestado y llevado al Centro médico regional de Orlando (ORMC) después de que se apuñaló a sí mismo. Fue procesado en la cárcel del condado de Orange y acusado de intento de asesinato en primer grado con agresión agravada por un arma mortal.
En abril de 2012, James Martin fue declarado culpable de intento de asesinato en segundo grado. 
Dos meses después fue condenado a 25 años de prisión. Actualmente está cumpliendo su condena en la Instalación correccional de Graceville, Florida.

## Vida personal
Christy se casó con su ex rival del ring Lisa Holewyne el 25 de noviembre de 2017. Salters Martin es actualmente el director ejecutivo de Christy Martin Promotions, una empresa de promoción del boxeo que ha promovido 13 eventos en Carolina del Norte desde 2016 y promoverá eventos de boxeo en Jacksonville, Florida.

## En la cultura popular
En 2021, Netflix estrenó Untold: Deal with the Devil, un documental que narra la carrera y la vida personal de Martin. En 2024, se anunció la producción de una película biográfica sobre su vida, protagonizada por Sydney Sweeney. La película se rodó entre septiembre y octubre de 2024 y se espera que se estrene en noviembre de 2025.